# Монтейру, Луиш Мигел
Луи́ш Миге́л Бри́ту Гарси́а Монте́йру (порт. Luís Miguel Brito Garcia Monteiro; 4 января 1980, Лиссабон, Португалия), более известный как Мигел (порт. Miguel) — португальский футболист, крайний защитник.

## Клубная карьера
Мигел Монтейру — воспитанник лиссабонского «Спортинга». В 1996 году он присоединился к клубу «Эштрела Амадора». 30 апреля 1999 года он дебютировал на высшем уровне, выйдя на замену на 73-й минуте гостевого поединка против «Боавишты».
Летом 2000 года Мигел перешёл в лиссабонскую «Бенфику». 28 сентября того же года он забил свой первый гол на высшем уровне, сравняв счёт в домашнем матче против шведского «Хальмстада», проходившего в рамках ответной игры первого раунда Кубка УЕФА 2000/01, что впрочем не спасло португальцев от вылета из турнира. 13 апреля 2001 года Мигел впервые отличился забитым мячом в португальской Первой лиге, сравняв счёт в гостевом поединке против «Фаренсе». В сезоне 2001/02 он отметился двумя дублями в рамках Первой лиги, в ворота «Витории» из Гимарайнша и «Пасуш де Феррейры».
В 2005 году Мигел перешёл в испанскую «Валенсию», за которую выступал в течение следующих шести сезонов, вплоть до завершения своей карьеры футболиста в 2012 году. 17 сентября 2005 года он Мигел свой первый гол в испанской Примере, выведя свою команду вперёд в домашней игре с «Депортиво». 23 сентября 2007 года Мигел отметился своим вторым и последним гол в испанской Примере, открыв счёт в гостевой игре с «Бетисом».

## Карьера в сборной
12 февраля 2003 года Мигел Монтейру дебютировал за сборную Португалии, выйдя на замену в конце второго тайма гостевого товарищеского матча против сборной Италии. 11 октября того же года он забил свой первый и единственный гол за национальную команду, поставив точку на 65-й минуте в сверхрезультативном домашнем поединке против команды Албании. Мигел провёл 5 матчей на домашнем для Португалии чемпионате Европы 2004 года, в финале первенства он был заменён на 43-й минуте. На чемпионате мира 2006 года в Германии Мигел пропустил лишь матч за третье место, а на чемпионате Европы 2008 года сыграл в одном матче, проигранном сборной Швейцарии. На чемпионате мира 2010 года в ЮАР он вновь появился на поле в одной игре, выйдя в основном составе в поединке с КНДР. Следующий его матч в сборной стал последним в карьере игрока: 3 сентября 2010 года португальцы умудрились пропустить у себя дома 4 мяча от киприотов.

## Достижения
«Бенфика»
- Чемпион Португалии (1): 2004/05
- Обладатель Кубка Португалии (1): 2003/04
- Обладатель Суперкубка Португалии (1): 2005

 «Валенсия»
- Бронзовый призёр чемпионата Испании (2): 2005/06, 2009/10
- Обладатель Кубка Испании (1): 2007/08

 Сборная Португалии
- Серебряный призёр Чемпионата Европы 2004
- Полуфиналист Чемпионата мира 2006